# Stade de l'Huveaune
Le stade de l'Huveaune ou stade Fernand-Bouisson était un stade de football et de rugby situé dans le 8e arrondissement de Marseille, non loin de l'embouchure de l'Huveaune sur la plage du Prado, entre l'hippodrome et l'avenue du Prado, dans une voie dénommée Traverse de l'Olympique. Il fut le lieu de tournage d'une scène de football dans le film de Pierre Colombier Les Rois du sport sorti en 1937.

## Histoire
De 1904 à 1937, les équipes de l'Olympique de Marseille, y évoluent.
En pleine vague antigermanique avant la Première Guerre mondiale, l'équipe germanophone du Stade helvétique de Marseille, grand rival local de l'OM en football, y est sacré le champion de France de l'Union des sociétés françaises de sports athlétiques (USFSA) en s'imposant 3-2 face aux Parisiens du Racing Club de France.
Propriété de l'OM, le stade de l'Huveaune est rebaptisé « stade Fernand-Bouisson » en 1921 en l'honneur d'un ancien joueur olympien de rugby devenu député, puis président de la Chambre des députés. Rénové et agrandi grâce à des fonds levés par les supporters au début des années 1920, il peut alors accueillir jusqu'à 15 000 spectateurs comme lors du match entre l'équipe de France  et l'équipe d'Italie le 20 février 1921.
Après 1937, l'OM est censé jouer au Stade Vélodrome dessiné par l'architecte Henri Ploquin. Mais l'OM fait tout pour éviter ce nouveau stade dont elle juge le loyer trop élevé.
Le stade de l'Huveaune est ainsi utilisé par l'OM durant toute la Seconde Guerre mondiale jusque pendant la présidence de Marcel Leclerc (1965-1972) dans le but de faire pression sur la municipalité phocéenne afin d'obtenir une baisse sensible du montant du loyer du Stade Vélodrome.
De 1949 à 1951, le stade de l'Huveaune abrite les rencontres entre l'OM et du Groupe sporting club marseillais pendant ses deux saisons de 2e division.
Lors des travaux de rénovation du stade Vélodrome en vue de l'Euro 1984, l'OM joue la saison 1982-1983 de 2e division au stade de l'Huveaune.
Il ferme ses portes en 1998 avant d'être démoli.

## Équipe de France de football
| Date            | Match           | Score | Compétition  | Affluence |
| --------------- | --------------- | ----- | ------------ | --------- |
| 20 février 1921 | France - Italie | 1-2   | Match amical | 15 000    |